# Jocelyn Périllat
Jocelyn Périllat (ur. 3 maja 1955 w Le Grand-Bornand) – francuska narciarka alpejska. W zawodach Pucharu Świata zadebiutowała w sezonie 1970/1971. Pierwsze punkty wywalczyła 12 grudnia 1970 roku w Bardonecchii, gdzie zajęła dziesiąte miejsce w zjeździe. Na podium zawodów tego cyklu pierwszy raz stanęła 8 stycznia 1971 roku w Oberstaufen, kończąc rywalizację w gigancie na trzeciej pozycji. W zawodach tych wyprzedziły ja jedynie dwie rodaczki: Michèle Jacot i Britt Lafforgue. W kolejnych startach jeszcze jeden raz stanęła na podium: 9 stycznia 1971 roku w Oberstaufen była trzecia w slalomie. Tym razem lepsze były tylko Jacot i Austriaczka Gertrud Gabl. W sezonie 1970/1971 zajęła 16. miejsce w klasyfikacji generalnej, a w klasyfikacji giganta była szósta.
Nie startowała na igrzyskach olimpijskich ani mistrzostwach świata.

## Osiągnięcia

### Puchar Świata

#### Miejsca w klasyfikacji generalnej
- sezon 1970/1971: 16.
- sezon 1971/1972: 29.

#### Miejsca na podium
1. Oberstaufen – 8 stycznia 1971 (gigant) – 3. miejsce
2. Oberstaufen – 9 stycznia 1971 (slalom) – 3. miejsce